# Pterocles lichtensteinii
La Ganga de Lichtenstein (Pterocles lichtensteinii) es una especie de ave de la familia Pteroclididae, cuyo nombre hace honor al naturalista Martin Lichtenstein. Son aves nómadas y nocturnas.
Esta especie se puede encontrar en una amplia región, desde África; Argelia, Chad, Yibouti, Egipto, Eritrea, Etiopía, Libia, Malí, Kenia, Mauritania, Marruecos, Nigeria, Senegal, Somalia, Sudán y Uganda hasta Asia; Irán, Irak, Jordania, Omán, Pakistán, Palestina, Arabia Saudita, Israel, los Emiratos Árabes Unidos, Afganistán y Yemen.